# Meglio Stasera
Meglio Stasera (итал. ; английский вариант — It Had Better Be Tonight) — песня 1963 года с музыкой Генри Манчини и словами Франко Мильяччи (автор англоязычного варианта — Джонни Мерсер). Песня была создана специально для фильма «Розовая пантера» 1963 года, в котором её исполнила Фрэн Джеффрис.

## Слова и перевод
Английская и итальянская версии совпадают почти дословно.
Первые две строчки на английской версии содержат итальянское выражение итал. Fa' subito!, что переводится как «сделай это прямо сейчас», но которое отсутствует в итальянской версии. Тем не менее, все версии обладают таким же скрытым смыслом: «Давайте заниматься любовью сегодня вечером, потому что кто знает, что будет завтра».
Итальянский
Meglio stasera, che domani o mai,

Domani chi lo sa, quel che sarà?
Лучше ночью, чем завтра или же никогда,

Кто знает, что произойдёт завтра?
Английский
Meglio stasera, baby, go-go-go,

Or as we natives say, «Fa' subito!»
Сегодня ночью, детка, давай-давай,

Или же мы скажем, как говорят местные, «Fa' subito»!
Испанский
Mejor ahora,

ya mañana no!!
Лучше сейчас,

А завтра — нет!

## Другие версии
It Had Better Be Tonight (Meglio Stasera) — песня, вошедшая в третий студийный альбом Майкла Бубле Call Me Irresponsible. Версия Бугле является аранжировкой музыкального исполнения, созданного специально для Лены Хорн. Версия Бугле добралась до 74-й строчки the UK Singles Chart, после чего была использована в рекламной кампании сети Marks & Spencer.